# Asthena chrysidia
Asthena chrysidia là một loài bướm đêm trong họ Geometridae.